# Pekka Juhani Hannikainen

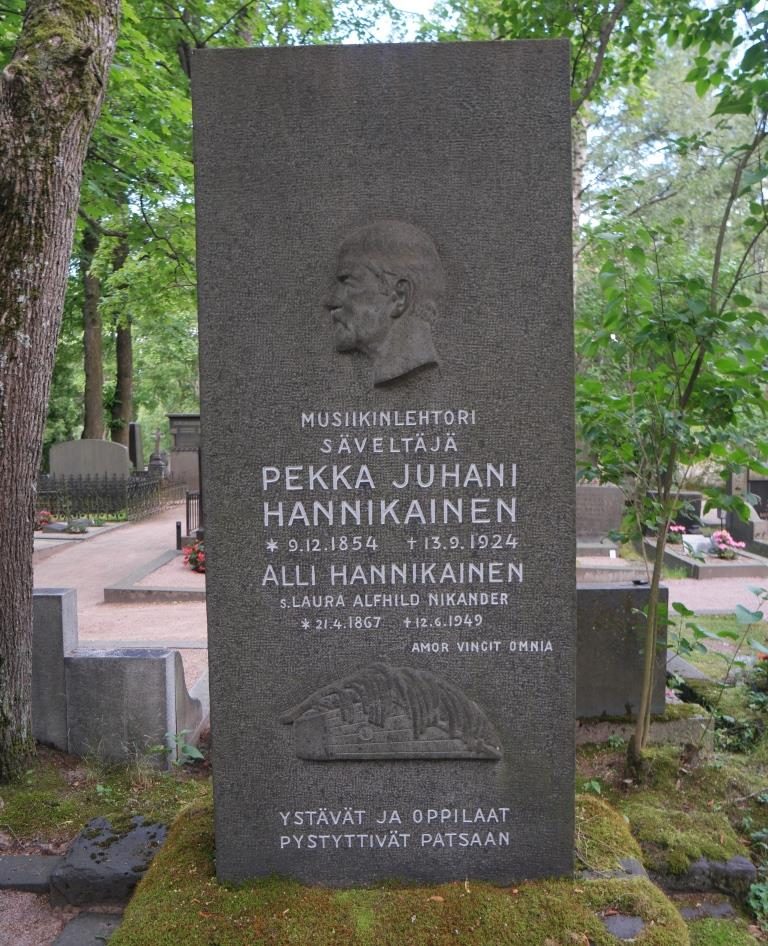
Grab von Pekka Juhani Hannikainen auf dem Friedhof Hietaniemi in Helsinki

Pekka Juhani Hannikainen (* 9. Dezember 1854 in Nurmes; † 13. September 1924 in Helsinki) war ein finnischer Komponist.
Hannikainen studierte in Helsinki und war dort Chordirigent. Von 1887 bis 1917 war er Musiklehrer in Jyväskylä. Dort wurden seine 5 Söhne, der Diplomat Lauri Hannikainen, der Dirigent Tauno Hannikainen, der Violinist Arvi Hannikainen und die Komponisten Ilmari Hannikainen und Väinö Hannikainen geboren. 
Hannikainen komponierte mehrere Sammlungen von Chor- und Sololiedern und gab finnische Volkslieder und Volkstänze heraus.